# نافورة النخلة
نافورة النخلة هي نافورة راقصة اصطناعية تقع في منطقة التسوق وتناول الطعام ذي بيونت في نخلة الجميرة في دبي، الإمارات العربية المتحدة. افتتحت النافورة رسميًا في 22 أكتوبر 2020، قامت ببناء وتصميم النافورة شركة بكين لتقنيات تصميم المياه الصينية، وهي مزود خدمة في الصين لنوافير المياه الموسيقية.
تنتشر نافورة النخلة على مساحة تقدر بأكثر 14 ألف قدم مربع وتُعتبر أكبر نافورة موسيقية بمياه البحر في العالم وقد حصلت على شهادة غينيس لأكبر نافورة موسيقية في العالم. وهي مُجهزة برشاشات قادرة على رش الماء حتى 105 متر في الهواء وتتميز بأكثر من 3000 مصباح إل إي دي.
في عام 2020، كُلف المالك الملحن الإماراتي إيهاب درويش بتأليف أغنية رسمية بعنوان "Aim For The Sky" كعلامة صوتية وموسيقى مميزة للنافورة. يُمثل هذا التأليف الثقافة الإماراتية كما يسلط الضوء على كوزموبوليتانية دبي ويُعرض بانتظام في ذي بوينت بدبي، اعتبارًا من 1 ديسمبر 2020.
تمزج أغنية "Aim For The Sky" بين الأصوات السينمائية والسمفونية التي تعكس هوية نافورة النخيل الشهيرة. إلى جانب النغمات الدقيقة، مثل اللحن الطموح والقوة والمرونة والجانب الحنين للمدينة. المقطوعة تبرز تنوع شعب وثقافة الإمارات العربية المتحدة، حوار موسيقي ممزوج بالأساليب الكلاسيكية والخليجية والشرقية والإلكترونية لإبراز وحدة جميع الثقافات تحت سماء واحدة.
تشتمل النافورة على 22 حلقة مائية بحجم 15,000 متر تتكون من 7,000 فوهة مائية وتمتاز النافورة بنظام صوتي مرتفع كما تستقبل النافورة حوالي 20,000 إلى 25,000 زائر يومياًويتم إجراء العديد من الاختبارات وأعمال الصيانة يومياً قبل العرض كما أن مشاهدة العروض مجانية لجميع الزوّار 

## صور من المكان

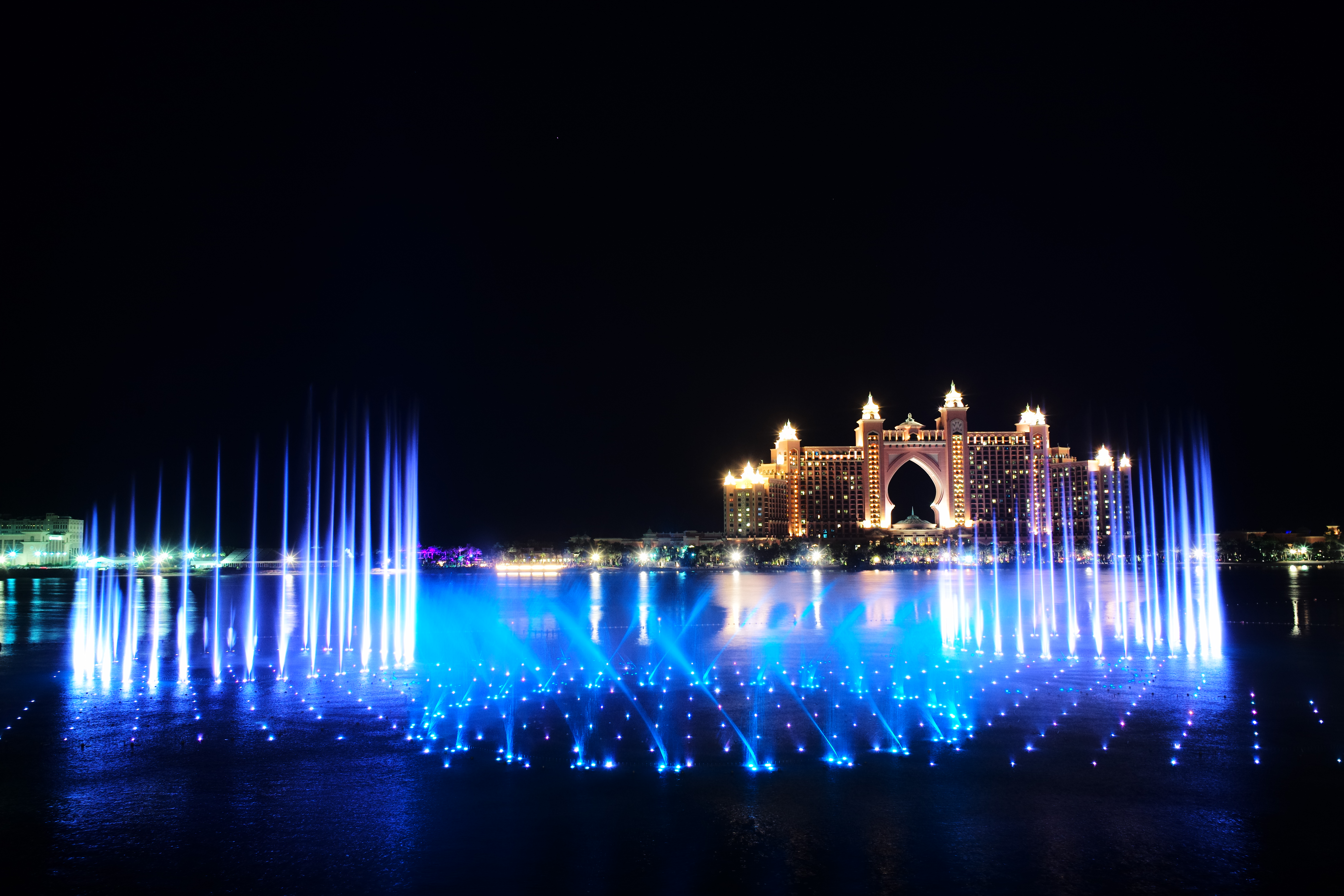
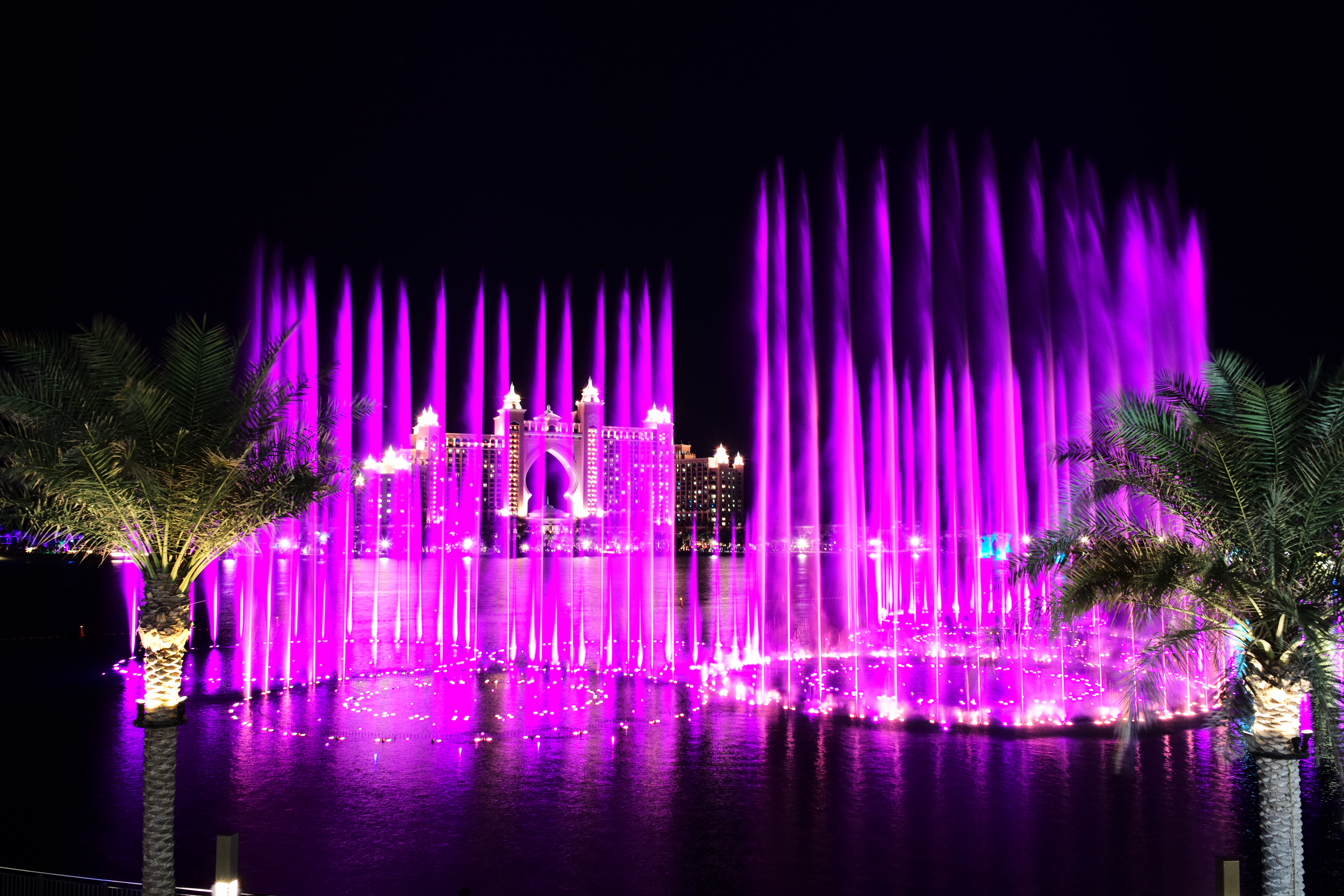
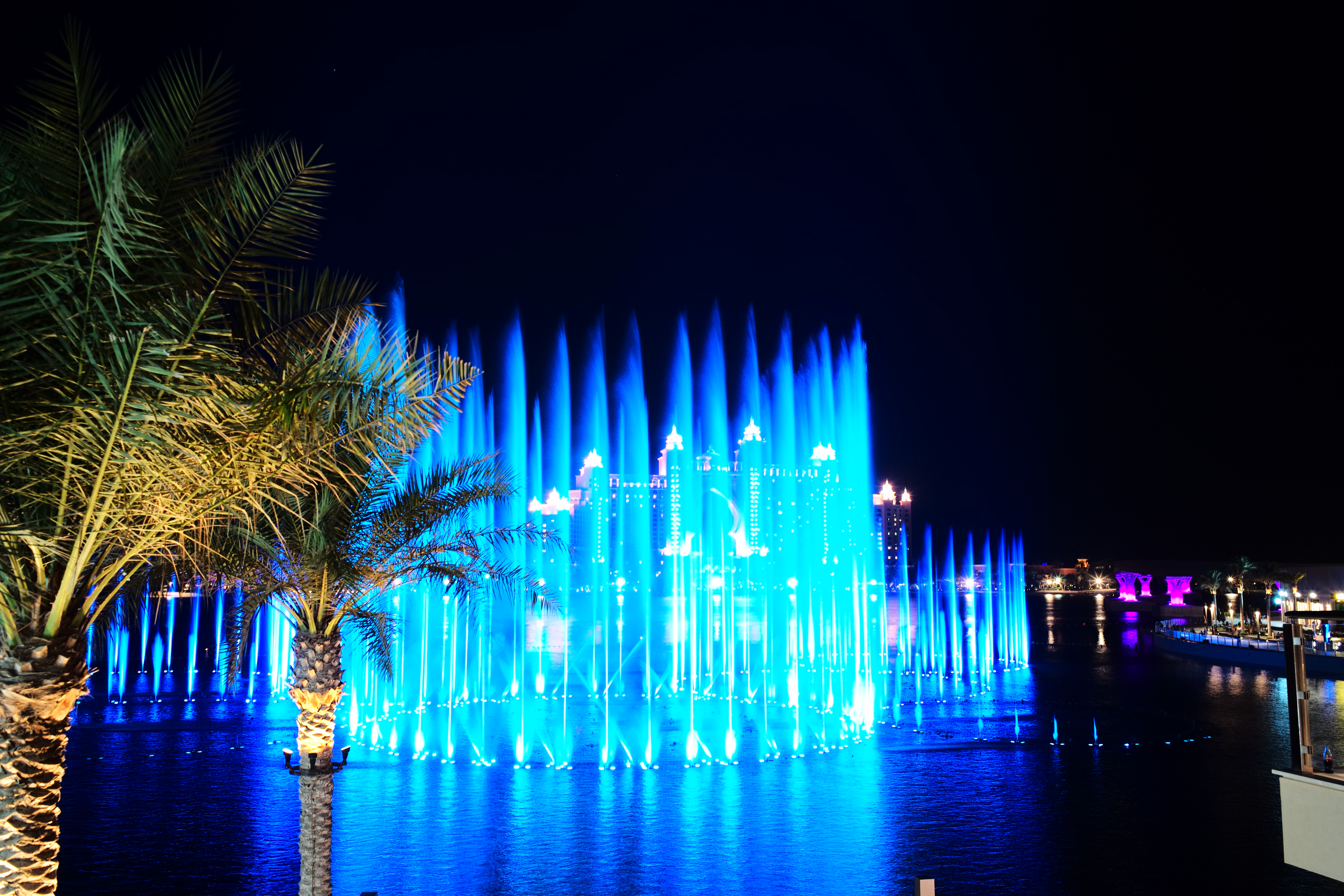

## روابط خارجية
فيديو نافورة النخلة